# Gregorios Xenopoulos
Gregorios Xenopoulos (9. prosince 1867 Istanbul – 14. ledna 1951 Athény) byl řecký spisovatel, novinář a dramatik.   

## Životopis
Xenopoulosův otec Dionysios pocházel z iónského ostrova Zakynthos, jeho matka Eulalia pocházela z Konstantinopole. Xenopoulos měl pět dalších sourozenců: Marii-Anastasii, která zemřela jako dítě, Olgu, Stefanose, Aikaterini a Charikliu. Dětství a mládí prožil na Zakynthosu. V roce 1883 se zapsal na univerzitu v Aténách ke studiu matematiky a fyziky. Studium však nedokončil, začal se věnovat literatuře, a ta se stala jediným zdrojem jeho příjmů.
V roce 1892 se trvale v Aténách usadil. O dva roky později si vzal za ženu Euphrosynu Diogenides. Pár měl dceru, ale po roce a půl se rozešli. Podruhé se oženil r. 1901 s Christinou Kanellopoulosovou a s ní měl dvě dcery. 
Xenopoulos spolupracoval s mnoha novinami a časopisy. Publikoval studie, články, povídky a romány. V roce 1894 převzal vedení časopisu Εικονογραφημένης Εστία. R. 1896 se stal šéfredaktorem známého časopisu Η Διάπλασις των Παίδων, jehož předplatitelem byl už jako dítě. Šéfredaktorem tohoto časopisu zůstal až do roku 1948 a byl také jedním z jeho hlavních autorů.
V letech 1901 až 1912 publikoval literární práce a studie v časopisu Παναθήναια. Od roku 1912 publikoval seriálové romány v novinách Έθνος. V roce 1927 založil časopis Νέα Εστία a byl jeho ředitelem až do roku 1934.
V roce 1934 spolu se spisovateli Palamasem, Sikelianosem a Kanzantzakisem založili Asociaci řeckých spisovatelů (prezidentem byl v letech 1934–1937).
Gregorios Xenopoulos zemřel 14. ledna 1951 v Aténách a byl pohřben s veřejnými poctami.

### Tvorba
Xenopoulosovo literární dílo je velmi rozsáhlé. Napsal více než 80 románů a velké množství povídek. Jedny z jeho prvních románů Άνθρωπος του κόσμου a Νικόλας Σιγαλός nebyly příliš úspěšné. Následně čerpal inspiraci ze svého domovského ostrova Zakynthos a napsal některá ze svých nejlepších děl: Μαργαρίτα Στέφα a Ο κόκκινος βράχος. Následovaly athénské romány Ο πόλεμος, Οί μυστικοί αρραβώνες a Λάουρα. Jeho nejambicióznějším literárním projektem byla sociální trilogie Πλούσιοί και πτωχοί, Τίμιοι και άτιμοι a Τυχεροί και ατυχοί. První dvě díla v trilogii jsou považována za jeho nejlepší. Mezi další významná díla patří: Αναδυομέναη, Ισαβέλλα a Τερέζα Βάρμα Δακόστα. Jeho díla se většinou odehrávala v Aténách nebo na Zakynthosu. Hlavním tématem byla láska, především láska mezi lidmi z různých společenských vrstev.
Psal také divadelní hry, první hra Ο ψυχοπατέρας měla premiéru v roce 1895. Od počátku 20. století spolupracoval s časopisem Νέα Σκηνή Konstantinose Christomanose. Jeho nejvýznamnější divadelní díla jsou: Το μυστικό της Κοντέσας Βαλέραινας, Στέλλα Βιολάντη a Οι φοιτητές. Το αποκριάτικο όνειρο bylo libreto, které napsal a které zhudebnila řecká skladatelka Eleni Lambiri v roce 1913. 
Xenopoulos také významně přispěl k literární kritice. V časopise Παναθήναια publikoval velké množství literárních recenzí, včetně těch o Alexandrosu Papadiamantisovi, Giannisu Kampysisovi a Demetriusu Vikelasovi. V tomto časopise představil v roce 1903 řecké veřejnosti Konstantinose Kavafise.

### Významné události
- V roce 1912 byl vyznamenán oficiálním státním vyznamenáním "Řád Spasitele – rytíř stříbrného kříže"
- R. 1922 mu Akademie literatury a umění udělila "Cenu literatury a umění"
- Byl zakladatel a ředitel literárního časopisu Νέα Εστία v roce 1927
- Byl oceněn Aténskou akademií za literární dílo r. 1929
- V roce 1931 složil přísahu jako prezident Národního divadla
- R. 1931 se stal řádným členem Athénské akademie
- Byl spoluzakladatelem Asociace řeckých spisovatelů (1934)
- V jeho rodném městě Zakynthos bylo vytvořeno muzeum, které nese jeho jméno

## Dílo

### V češtině
- Válka a mír – úvod František Sekanina, ze sbírky Στρατιωτικά διηγήματα; přeložil Ferdinand Stiebitz; in: 1000 nejkrásnějších novel... č. 78. Praha: J. R. Vilímek, 1914